# Station Wonosari
Wonosari is een spoorwegstation in de Indonesische provincie Midden-Java.

## Bestemmingen
- Kutojaya Utara: naar Station Kutoarjo en Station Jakarta Tanahabang
- Kutojaya Selatan: naar Station Kutoarjo en Station Bandung Kiaracondong
- Progo: naar Station Yogya Lempuyangan en Station Jakarta Pasar Senen
- Senja Bengawan: naar Station Solo Jebres en Station Jakarta Tanahabang
- Gaya Baru Malam Selatan : naar Station Surabaya Gubeng en Station Jakarta Kota
- Kahuripan: naar Station Kediri en Station Padalarang
- Pasundan: naar Station Surabaya Gubeng en Station Bandung Kiaracondong
- Logawa: naar Station Purwokerto, Station Cilacap en Station Jember